# Damdin Sükhbaatar

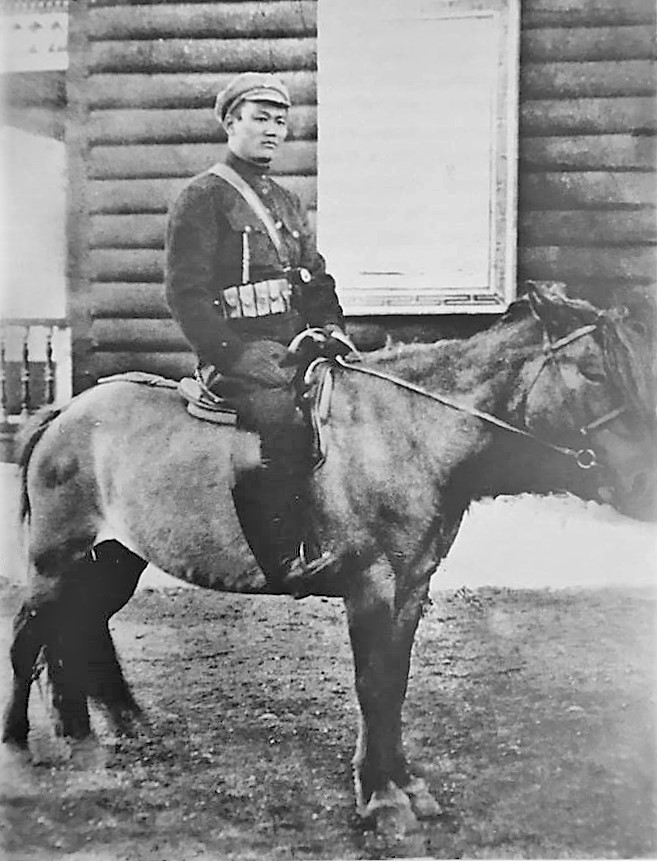
Sükhbaatar cap a 1920.1922

Damdin Sükhbaatar (en mongol:Дамдин Сүхбаатар, Sükhbaatar significa en mongol Heroi de la destral) (Maimaicheng, 2 de febrer de 1893 - 20 de febrer de 1923) va ser un cap militar mongol en la revolució de Mongòlia de 1921. Se'l recorda com una de les figures més importants en la lluita per la independència de Mongòlia.
El 1912 els russos establiren una escola militar a Khujirbulan, i Sükhbaatar hi va estudiar.
Durant l'ocupació xinesa de 1919 Sükhbaatar cercà l'ajut de la Unió Soviètica, ja que ell s'havia afiliat al Partit dels treballadors de Mongòlia que era, de fet, un partit comunista.
El 9 de febrer de 1921, Sükhbaatar va ser nomenat comandant-en-cap dels partisans mongols. El 18 de març les tropes de Sükhbaatar van vèncer els xinesos a Khiagt on s'establí un govern mongol provisional però aviat es traslladà a Altanbulag.
L11 de juliol de 1921 es va proclamar un nou govern on Sükhbaatar passà a ser ministre de l'exèrcit i limitant els poders de Bogd Khan passant a ser simbòlics.
Sükhbaatar morí potser enverinat.
La capital de Mongòlia va ser rebatejada Ulaanbaatar ("Heroi Roig") el 1924, en honor de Sükhbaatar. Ell va ser enterrat en un mausoleu el 1954 però aquest va ser desmantellat l'any 2005 i les seves cendres enterrades a Altan Ölgii una altra vegada. La seva cremació va ser supervisada per monjos budistes.
La seva esposa, Yanjmaa Sukhbaatar va ocupar càrrecs importants entre ells el de la presidència de Mongòlia.